# Никола Стефанов (актьор)
Вижте пояснителната страница за други личности с името Никола Стефанов.
Никола Стефанов Иванов е български актьор.

## Биография
Роден е на 31 октомври 1953 г. в София.
През 1978 г. завършва актьорско майсторство за драматичен театър във ВИТИЗ „Кр. Сарафов“ в класа на професор Надежда Сейкова.
От 1978 до 1995 г. Стефанов играе на сцената на Младежкия театър. Измежду ролите му в театъра са Пинокио в едноименната пиеса, Волфганг Амадеус Моцарт в „Амадеус“, Червеят в „Копче за сън“ и Алън в „Еквус“.
Участва в постановки на телевизионния театър, радиотеатъра и в редица телевизионни драматизации за деца.
Никола Стефанов се занимава с озвучаване на филми и сериали от първата половина на 80-те години на двадесети век до 2000 г. Сред сериалите с негово участие са „Синьо лято“, „Туин Пийкс“, „Чип и Дейл: Спасителен отряд“, както и множество игрални филми. От 2016 г. отново активно дублира филми за България.
През 1993 г. участва в курс по театрален мениджмънт, организиран от British Council в Лондон и Братислава.
През 1995 г. Стефанов заминава за САЩ, където пребивава до 2016 г. Оттогава живее в България и участва в издаването на български аудиокниги като професионален четец, както и в дублажи, измежду които „Забравените“, „Специализантът“ и „Драконът, моят приятел“.

## Театрални роли
Народен театър на младежта, гр. София
- „Еквус“ (от Питър Шафър) – Алън
- „Амадеус“ (от Питър Шафър) – Моцарт
- „Упражнение за пет пръстта“ (от Питър Шафър) – Валтер
- „Дон Карлос“ (от Шилер) – маркиз Поза
- „Пинокио“ (по Карло Колоди, реж. Рада Москова) – Пинокио
- „Копче за сън“ (мюзикъл от Валери Петров) – червеят

## Телевизионен театър
- „Представянето на комедията „Г-н Мортагон“ от Иван Вазов и Константин Величков в пловдивския театър „Люксембург“ в 1883 г.“ (1988) (Пелин Пелинов), 2 части – Димитър Антонов
- „Милионерът“ (1988) (от Йордан Йовков, реж. Павел Павлов)[2]
- „Прозорецът“ (1987) (от Е. Роблес, реж. Павел Павлов) – Серджо[3]
- „Розата и венецът“ (1986) (от Джон Пристли)[1]
- „С чужди – драг, вкъщи – враг“ (1985) (по Иван Вазов, реж. Павел Павлов)
- „Съдията и жълтата роза“ (1984) (от Георги Данаилов, реж. Маргарита Младенова)
- „Испанци в Дания“ (1983) (от Проспер Мериме, реж. Павел Павлов)[4]
- „Есенна градина“ (1982) (Лилиян Хелман)[1]
- „Наричаха го Бозвели“ (1982) (Олга Кръстева)
- „Моцарт и нервна система“ (1979) (Иван Радоев)

## Филмография
- „Дали“ (1990) – Федерико Гарсия Лорка
- „Ако не в този живот“ (1989) (тв) – журналистът Иво
- „Поетът и дяволът“ (1984) – Момчето
- „Неда“ (1982) (тв) – Митри
- „Човек не съм убивал“ (1982)

## Награди и отличия
- Награда на Съюза на артистите в България за най-добра роля в детски спектакъл за участието си в „Пинокио“ (1981)[1]